# Alexis Philonenko
Pour les articles homonymes, voir Philonenko.
Alexis Philonenko, né le 21 mai 1932 à Paris et mort dans la même ville le 12 septembre 2018, est un philosophe et historien de la philosophie français.

## Biographie
Il est le fils du ministre russe Maximilien Philonenko. Il passe son enfance à Saint-Mandé et fait ses études secondaires au Lycée Voltaire.
Reçu premier à l'agrégation de philosophie en 1956, il passe un an au lycée Fustel de Coulanges, à Strasbourg. Appelé en Algérie, auprès d’un médecin militaire, le Dr Ph. Laurent, il écrit, en 1959, un opuscule  Le Débile mental dans le monde du travail . Il est ensuite l’assistant à la Sorbonne de Ferdinand Alquié en histoire de la philosophie. Il soutient en 1966  sa thèse sur  La Liberté humaine dans la pensée morale et politique de Fichte. Maître de conférences à l’université de Caen, puis Professeur à Rouen, mais en même temps Professeur à l’université de Genève. Il est spécialiste de philosophie allemande.
Au début de sa carrière sa recherche porte essentiellement sur Kant et Fichte, qu'Alexis Philonenko aborde sous un angle nouveau, tendant à souligner des interdépendances jusque-là méconnues. Notamment la vision de la philosophie fichtéenne s'en est trouvée renouvelée et la synthèse quintuple apparaît comme une clé essentielle pour le déchiffrage de nombreux textes. En 1967, il publie chez Vrin une traduction des Réflexions sur l'éducation de Kant, avec un essai intitulé « Kant et le problème de l'éducation ».
Auteur en filigrane d'une histoire de la philosophie de la guerre, de laquelle il  publie certains chapitres dans Guerres et Paix et Études Polémologiques (Kant, Fichte, Tolstoï, Machiavel, Hegel, Bergson, De Gaulle), plus tard compilé chez Vrin.
Par la suite, son intérêt le porte vers une approche que l'on peut qualifier d'histoire philosophique avec une dissection systématique du raisonnement d'auteurs aussi variés que Platon ou Jean-Jacques Rousseau, ainsi que Léon Chestov ou encore Jankelevitch  (voir publications).
Ses travaux ont inclus des ouvrages sur le sport, et la boxe en particulier ; en 1991, il reçoit, pour son Histoire de la boxe, le grand prix du livre sportif de l'association des écrivains sportifs, dont il devint membre à part entière. Il publie également un ouvrage dédié à Mohamed Ali : Un destin américain.
Il meurt le 12 septembre 2018.
Alexis Philonenko est titulaire de la Croix de la valeur militaire et de la Médaille commémorative d’Algérie et commandeur dans l’Ordre des Palmes académiques.

## Publications
- « Le débile mental dans le monde du travail », Bulletin du CERP, 1959.
- L'Œuvre de Kant : la philosophie critique, Paris, Vrin, "À la recherche de la vérité", 1969. 6e éd., 1996   (ISBN 2-7116-0602-3)
- L'Œuvre de Kant 2 : morale et politique, Paris, Vrin, "À la recherche de la vérité", 1972. 5e éd., 1997  (ISBN 2-7116-0603-1)
- Essais sur la philosophie de la guerre, Paris, Vrin, "Problèmes et controverses", 1976.
- Théorie et praxis dans la pensée morale et politique de Kant et de Fichte en 1793, Paris, Vrin, "Bibliothèque d'histoire de la philosophie", 1976.
- La Liberté humaine dans la philosophie de Fichte, Paris, Vrin, "Bibliothèque d'histoire de la philosophie", 1980.
- Schopenhauer : une philosophie de la tragédie, Paris, Vrin, "Bibliothèque d'histoire de la philosophie", 1980[9].
- Études kantiennes, Paris, Vrin, "Bibliothèque d'histoire de la philosophie", 1982.
- Jean-Jacques Rousseau et la pensée du malheur, Paris, Vrin, "Bibliothèque d'histoire de la philosophie", 1984.
- "L'œuvre de Fichte", Paris, Vrin, "À la recherche de la vérité", 1984.
- La Théorie kantienne de l'histoire, Paris, Vrin, "Bibliothèque d'histoire de la philosophie", 1986.
- L'école de Marbourg. Cohen - Natorp - Cassirer, Paris, Vrin, 1989.  (ISBN 2-7116-0992-8)
- L'Archipel de la conscience européenne, "Le Collège de philosophie", Paris, Éditions Grasset, 1990.
- La Jeunesse de Feuerbach : 1828-1848 : introduction à ses positions fondamentales, Paris, Vrin, "Bibliothèque d'histoire de la philosophie", 1990.
- Le Transcendantal et la pensée moderne : études d'histoire de la philosophie, Paris, PUF, "Épiméthée", 1990.
- Histoire de la Boxe, Paris, Critérion, 1991.
- Qu'est-ce que la philosophie ? : Kant & Fichte, Paris, Vrin, "Pré-textes", 1991.
- Lecture de la "Phénoménologie" de Hegel : préface - introduction, Paris, Vrin, "Bibliothèque d'histoire de la philosophie", 1993.
- Bergson ou De la philosophie comme science rigoureuse, Paris, Éditions du Cerf, "Passages", 1994.
- Relire Descartes, Paris, J. Grancher, "Ouverture", 1994.
- Nietzsche : le rire et le tragique, Paris, LGF, "Le Livre de poche. Biblio essais", 1995.
- Passent les saisons, passe la vie, Paris, Ramsay-Hallier, 1995.
- Leçons platoniciennes, Paris, Les Belles Lettres, 1997.
- Métaphysique et politique chez Kant et Fichte, Paris, Vrin, "Bibliothèque d'histoire de la philosophie", 1997.
- La philosophie du malheur, Paris, Vrin, "Essais d'art et de philosophie", 1998.
- Du sport et des hommes, Paris, Éditions Michalon, 1999.
- Tueurs : figures du meurtre, Paris, Bartillat, 1999.
- La Mort de Louis XVI, Paris, Bartillat, 2000.
- Commentaire de la "Phénoménologie" de Hegel : de la certitude sensible au savoir absolu, Paris, Vrin, "Bibliothèque d'histoire de la philosophie", 2001.
- Leçons aristotéliciennes, Paris, Les Belles Lettres, 2002.
- Leçons plotiniennes, Paris, Les Belles Lettres, 2003.
- Schopenhauer, critique de Kant, Paris, Les Belles Lettres, 2005.
- Wilhelm von Humboldt ou L'aurore de la linguistique, Paris, Les Belles Lettres, 2006.
- Mohamed Ali, Un destin américain, Paris, Bartillat, 2007.
- Jankélévitch, un système de l'éthique concrète, Paris, éd. du Sandre, 2011.
- De Victor Hugo à Dostoievski, Entretiens philosophiques avec Michel Sogny, éd. France-Empire, 2014.